# Ministère de l'Agriculture et du Développement rural (Cameroun)
Pour les articles homonymes, voir Ministère de l'Agriculture.
 (avril 2024).
La mise en forme du texte ne suit pas les recommandations de Wikipédia : il faut le « wikifier ».
Les points d'amélioration suivants sont les cas les plus fréquents :
- Les titres sont pré-formatés par le logiciel. Ils ne sont ni en capitales, ni en gras.
- Le texte ne doit pas être écrit en capitales (les noms de famille non plus), ni en gras, ni en italique, ni en « petit »…
- Le gras n'est utilisé que pour surligner le titre de l'article dans l'introduction, une seule fois.
- L'italique est rarement utilisé : mots en langue étrangère, titres d'œuvres, noms de bateaux, etc.
- Les citations ne sont pas en italique mais en corps de texte normal. Elles sont entourées par des guillemets français : « et ».
- Les listes à puces sont à éviter, des paragraphes rédigés étant largement préférés. Les tableaux sont à réserver à la présentation de données structurées (résultats, etc.).
- Les appels de note de bas de page (petits chiffres en exposant, introduits par l'outil «  Source ») sont à placer entre la fin de phrase et le point final[comme ça].
- Les liens internes (vers d'autres articles de Wikipédia) sont à choisir avec parcimonie. Créez des liens vers des articles approfondissant le sujet. Les termes génériques sans rapport avec le sujet sont à éviter, ainsi que les répétitions de liens vers un même terme.
- Les liens externes sont à placer uniquement dans une section « Liens externes », à la fin de l'article. Ces liens sont à choisir avec parcimonie suivant les règles définies. Si un lien sert de source à l'article, son insertion dans le texte est à faire par les notes de bas de page.
- La présentation des références doit suivre les conventions bibliographiques. Il est recommandé d'utiliser les modèles {{Ouvrage}}, {{Chapitre}}, {{Article}}, {{Lien web}} et/ou {{Bibliographie}}. Le mode d'édition visuel peut mettre en forme automatiquement les références.
- Insérer une infobox (cadre d'informations à droite) n'est pas obligatoire pour parachever la mise en page.

Pour une aide détaillée, merci de consulter Aide:Wikification.
Si vous pensez que ces points ont été résolus, vous pouvez retirer ce bandeau et améliorer la mise en forme d'un autre article.
Le ministère de l'Agriculture et du Développement rural (en anglais, Ministry of Agriculture and Rural Development`) est un ministère camerounais, placé sous l’autorité d’un ministre, assisté d’un ministre délégué chargé du développement rural. Il est chargé de l’élaboration, de la mise en œuvre et de l’évaluation de la politique du gouvernement dans les domaines l’agriculture et du développement rural.

## Historique
Décret n° 2005/ 118 du 15 avril 2005 Portant organisation du ministère de l’agriculture et du développement rural.
Le ministère de l'Agriculture et du Développement rural, a connu plusieurs dénomination, avant son organisation le 15 avril 2005 :
- 1959-1960 : ministère de la Production
- 1972-2004 : ministère de l'Agriculture

- depuis 2004 : ministère de l'Agriculture et du Développement rural[2].

## Organisation
Pour accomplissement de ses missions, le ministre de l'Agriculture et du Développement rural dispose :
- D'un secrétaire particulier
- De deux conseillés techniques
- D'une administration centrale
- Du services déconcentrés
- Des services rattachés[3].

## Missions
En matière agricole :
- Il a comme rôle l’élaboration, planification et la réalisation des programmes gouvernementaux relatifs à l’agriculture et au développement rural ;

- L’élaboration de la réglementation et des normes, et contrôle leur application ;

- Protections et suivi des différentes filières agricoles ;

- Protection phytosanitaire des végétaux ;

- L’enseignement agricole et coopératif et du contrôle de l’enseignement agricole et coopératif et du contrôle de l’enseignement agricole privé, en liaison avec le Ministère chargé de la formation professionnelle ;

- La promotion des investissements, des moyennes et grandes exploitations dans le secteur agricole ;

- La coordination de la gestion des situations de crise en matière agricole ;

- La diffusion de l’information et des conseils agricoles auprès des producteurs ;

- Collecte, production et l’analyse des statistiques agricoles ;

- La conception des stratégies et des modalités pour garantir la sécurité et l’autosuffisance alimentaires ainsi que du suivi de leur mise en œuvre.

En matière de développement :
- Il a pour mission l’encadrement des paysans et de la vulgarisation agricole ;

- La participation à la planification des programmes d’amélioration du cadre de vie en milieu rural, en liaison avec les ministères compétents ;

- Le suivi de la réalisation des programmes d’amélioration du cadre de vie en milieu rural ;

- La promotion du développement communautaire ;

- Génie rural[4].

Il assure la tutelle des structures de développement en milieu rural ainsi que celle de la « Cameroon Development Corporation », de la Société de développement du Cacao et de la Chambre d’agriculture, d’élevage et des Forêts ; assure la liaison avec l’Organisation des Nations unies pour l'alimentation et l'agriculture et le Programme alimentaire mondial.

## Liste des ministres depuis 2004
| N° | Périodes  | Noms et prénoms     | Images |
| -- | --------- | ------------------- | ------ |
| 1  | 2004-2007 | Clobert Tchatat     |        |
| 2  | 2007-2011 | Jean Nkuete         |        |
| 3  | 2011-2015 | Lazare Essimi Menye |        |
| 4  | 2015-2019 | Henri Eyebe Ayissi  |        |
| 5  | 2019-     | Gabriel Mbairobe    |        |